# 霍亨索伦桥
霍亨索伦桥是位于德国科隆的一座跨越莱茵河的桥梁。它离源头688.5千米。这座桥是1907年至1911年建成的，原来由两座铁路桥和一座公路桥平行组成。1945年重建时只建造了两座铁路桥，后来又增添了第三座铁路桥。为了取代没有重建的公路桥在铁路桥的外侧增添了人行路和自行车路。
霍亨索伦桥和它旁边的科隆火车总站是德国和欧洲铁路网最重要的枢纽之一，是一座规模非常壮大的建筑物，是科隆市容和科隆大教堂的景致不可缺少的一部分。

## 历史

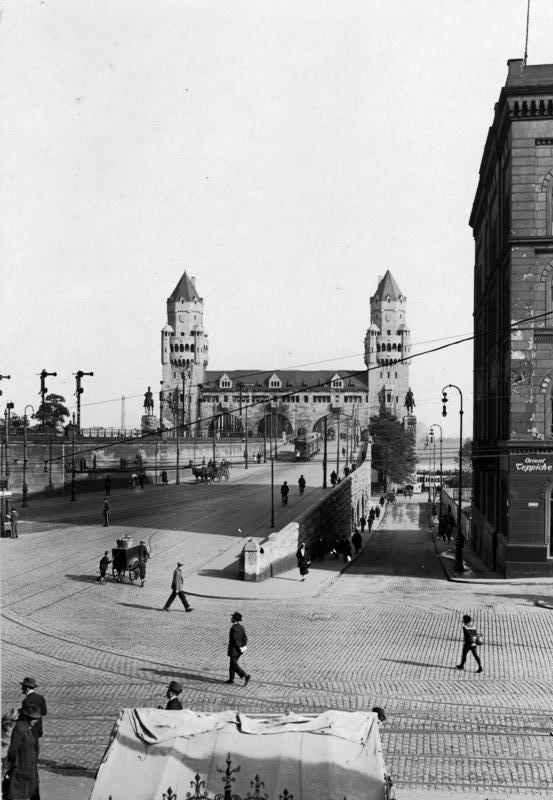
1930年霍亨索伦桥的西侧引桥

早在1859年在这个位置上就已经建起了一座有两股铁路的大教堂桥，但是到20世纪初这座桥无法承受不断提高的交通量。因此从1907年至1911年它被霍亨索伦桥取代。这座桥由三座平行的桥组成，每座桥上有三个钢铁桁架拱，桥上共有四股铁路和一条公路。虽然在造大教堂桥的时候就已经有人批评桥和火车站的位置，但是霍亨索伦桥还是依照其前身的走向，直接位于大教堂的轴心线上。

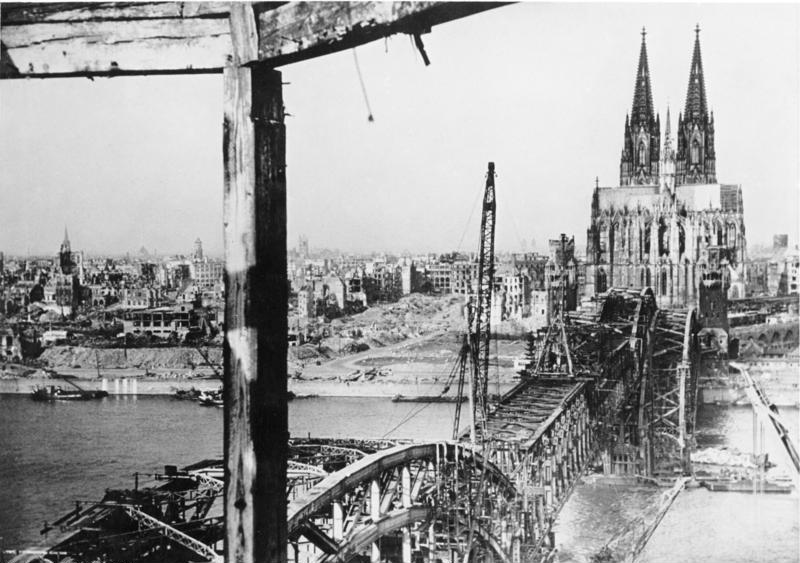
1948年重建的“大教堂桥”的第一临时部分启用

当时人们常常使用建筑结构来把工程结构美化起来，桥梁往往被配上（在功能上完全没有作用的）大门。尤其由于这座桥位于科隆主教座堂的边上，因此当时的人认为需要进行修饰。霍亨索伦桥装饰华美的大门是由当时著名的柏林建筑师弗朗茨·海因里希·施韦希滕设计的。其风格是新浪漫主义，与哥特式的大教堂呈对比。
在桥的引桥两侧共有四座霍亨索伦王朝普鲁士国王和德国皇帝的骑马像。今天桥东侧的腓特烈·威廉四世和弗里德里希·德拉克塑造的威廉一世原本位于大教堂侧，在大教堂桥的时候就已经完工了。桥西侧的腓特烈三世和在他生前就铸成的威廉二世是后来添加的。它们象征普鲁士对莱茵兰的统治。
在第二次世界大战中霍亨索伦桥是德国最重要和交通量最高的铁路桥之一。虽然如此这座桥没有被空袭破坏多少。1945年3月6日美国军队已经开入科隆市中心了撤退的德意志國防軍工兵把霍亨索伦桥炸毁。不过离岸近的那两座拱的破坏不大。
一开始桥只被临时修复使用，但是很快就开始重建。南边的公路桥被省略，这样整座桥只有六个组成部分，它是按照原来的结构重造的。桥门和桥塔没有被修复，1958年被拆除。在桥的东侧还保留下一段过去公路桥的斜坡，上面还有鹅卵石铺的路和有轨电车的轨道。其它部分被拆除或者被行人道和自行车道取代。1959年重建完成。在这里德国高山运动协会还拥有一个露天攀岩设施。
1985年3月8日开始建造第三座桥，目的是把科隆火车总站结合到轻轨系统中去。共八个德国公司建造了这座新桥，其中还包括一条3.5米宽的行人和自行车道。1987年建筑竣工。在桥的北侧添加了两条铁道轨道，桥头按照原来的风格扩建（假如仔细看的话可以看得出北面的桥是焊的，不是用铆钉铆的）。从此霍亨索伦桥基本上恢复了其原来的规模。只不过原来未重造的公路桥位于整座桥的南侧，而新建的铁路桥位于整座桥的北侧。这样一来原来中桥正好位于大教堂的中轴上，现在是南桥位于中轴上。
霍亨索伦桥的正桥长409.19米。桥墩之间的距离为西边的118.88米，中间的167.75米，东边的122.56米。宽度为29.5米。桥的结构是拱桥。

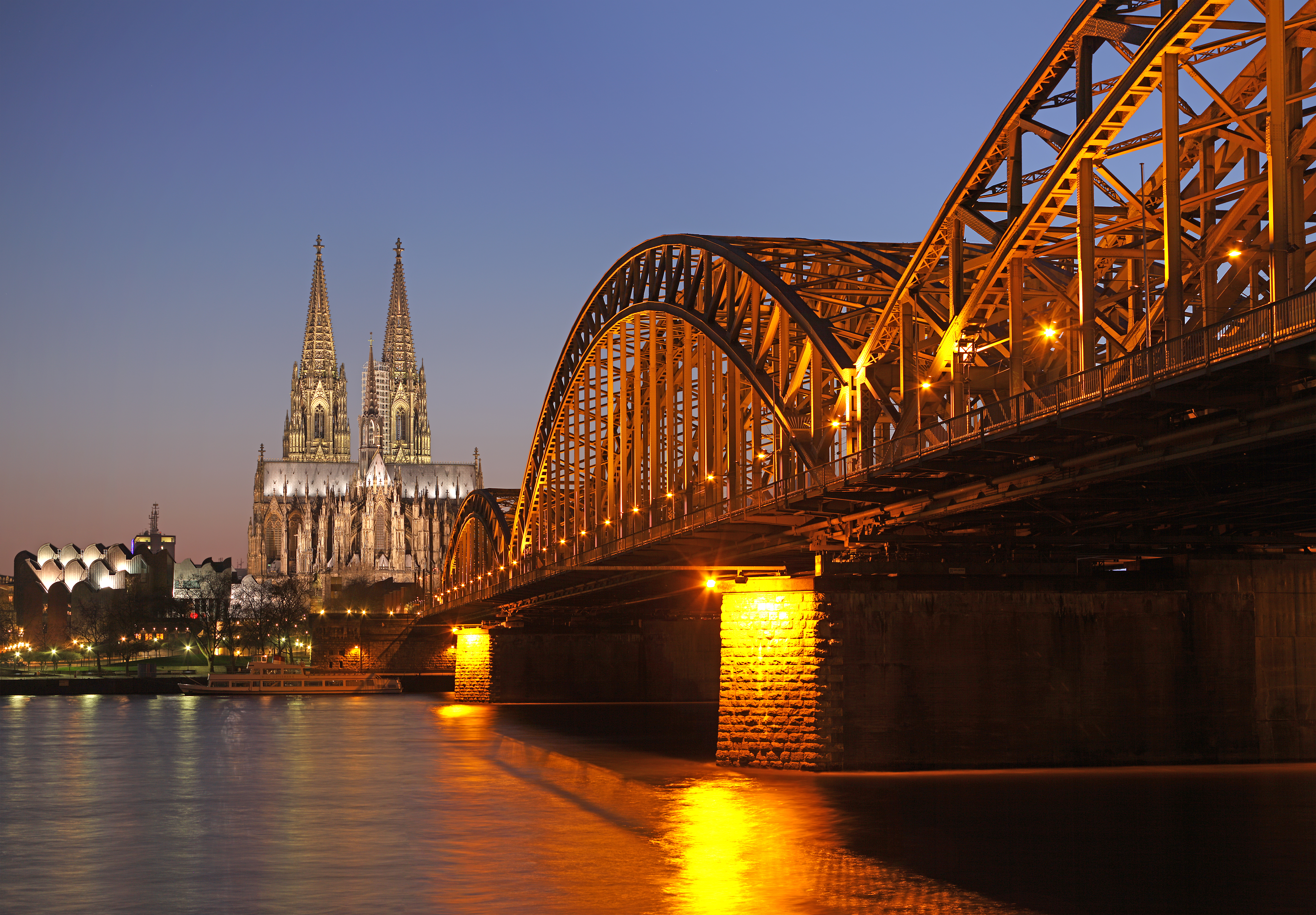
从东岸看科隆主教座堂，右侧是霍亨索伦桥

## 铁路技术

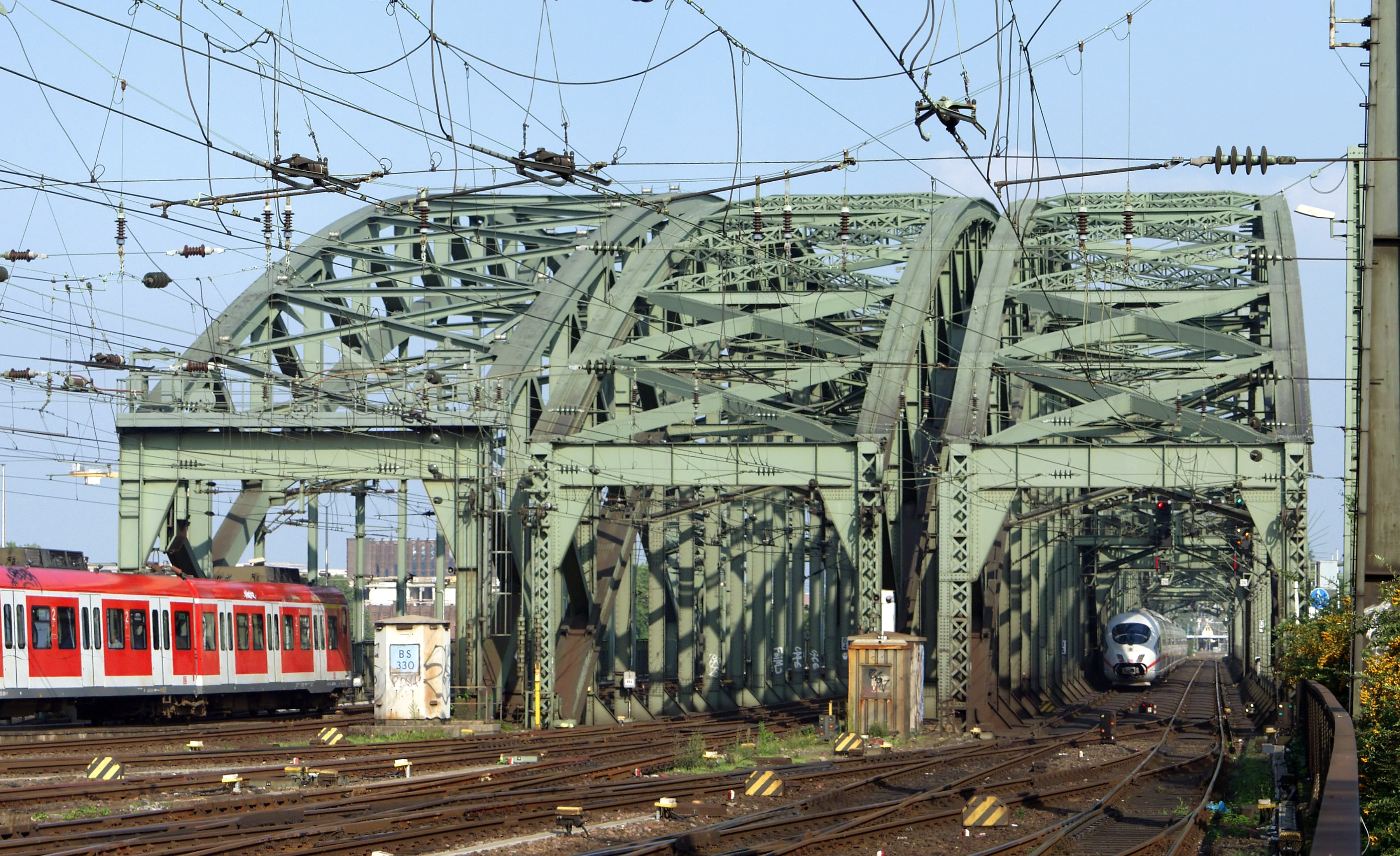
西侧入口

南边的那两股铁道里没有垫石，而是直接驾在桥上。
一般每座桥南侧的那股道向东行，北侧的那股道向西行。但是内部的两股道也可以改变方向，但是这很少用。按照信号灯外部的两股道不能改变方向。
在西侧桥的一部分属于科隆火车总站（入口标志是边界），在东部桥的部分位于科隆展会/道依茨车站内。两个火车站之间是不属于车站的轨道。一般桥上限速每小时60千米。在科隆总站由于刹车距离只有400米，这是最高允许速度。
新造的轻轨桥有两条轨道，轨道上有垫石。轻轨在科隆展会/道依茨站也是由科隆总站指挥的，因此进出科隆总站的信号灯位于展会/道依茨站的东侧。轻轨的信号和远程列车的不同。轻轨在霍亨索伦桥上限速每小时80千米，在科隆总站的入口处限速每小时50千米。

## 其它

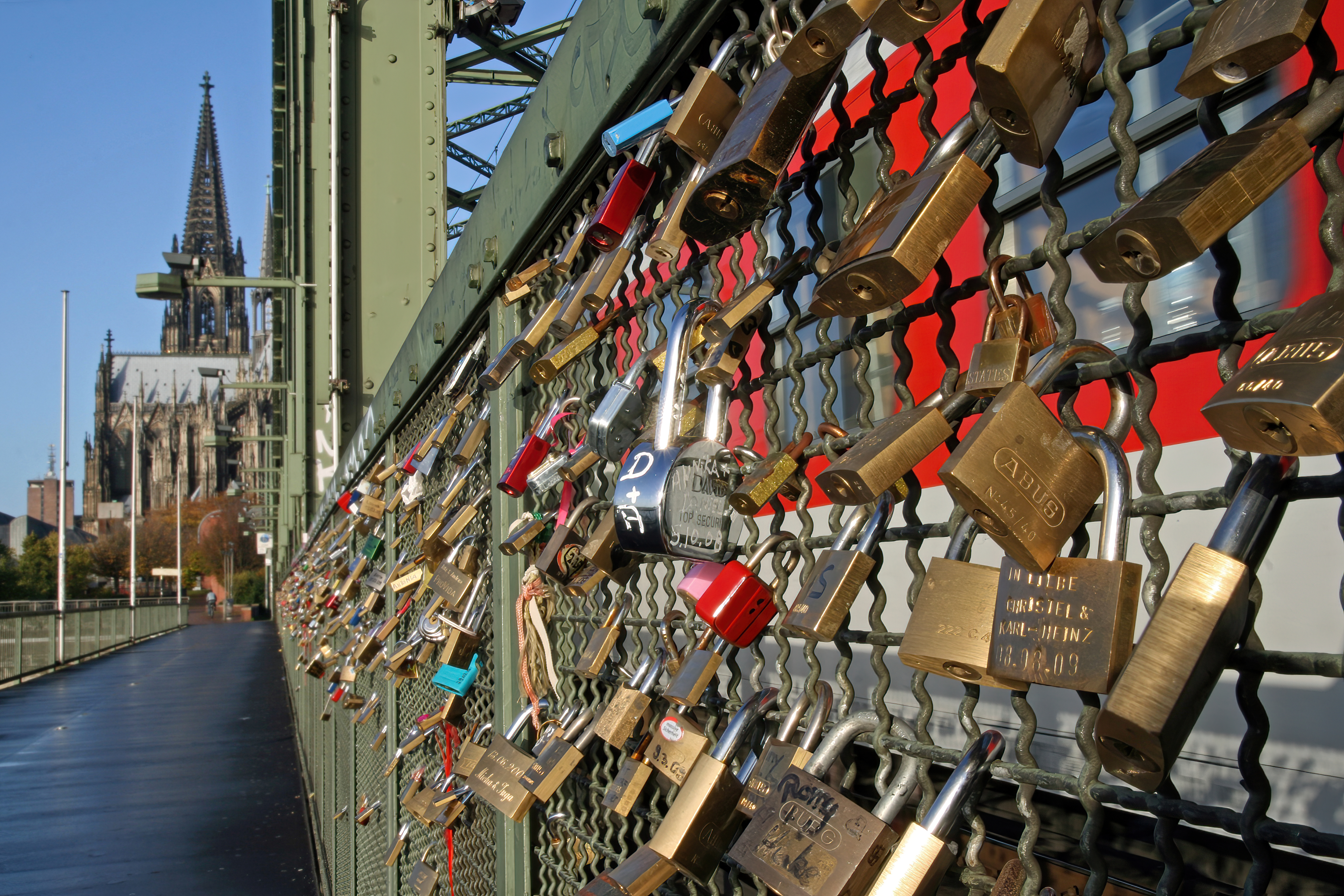
桥上的锁

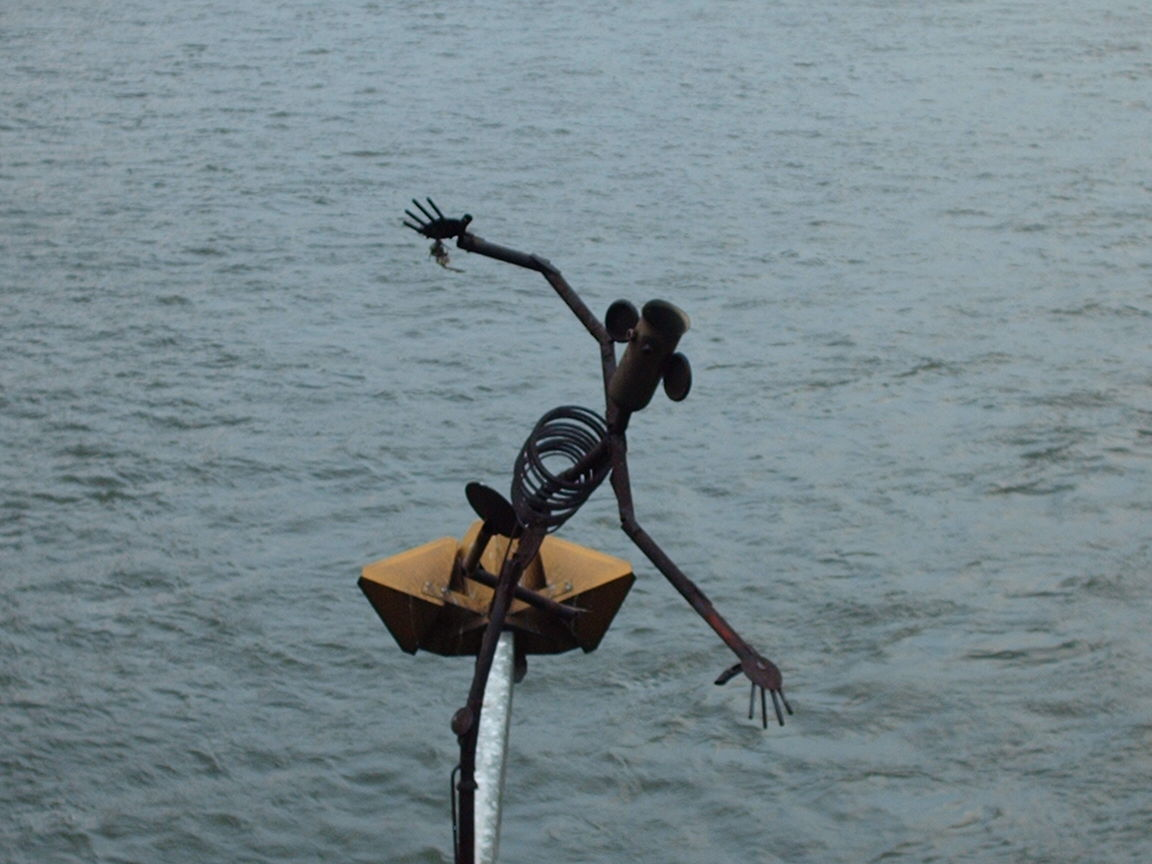
装饰

1949年部分1945年被爆毁的霍亨索伦桥后来被用来修建位于杜伊斯堡最后一座跨越鲁尔河的桥。
2007年德国新教年会在科隆举办的时候霍亨索伦桥的拱曾被用红布盖住，来使得它看上去像一条鱼，这是年会的标志。
从2008年盛夏开始有人在桥上挂锁，至今为止德国铁路默许这些锁挂在上面。